# Seghill
Seghill är en ort i civil parish Seaton Valley, Storbritannien. Den ligger i grevskapet och kommunen Northumberland i riksdelen England, i den centrala delen av landet, 400 km norr om huvudstaden London. Seghill ligger 41 meter över havet och antalet invånare är 2 992. Seghill var en civil parish 1866–1935 när blev den en del av Seaton Valley. Civil parish hade 2 582 invånare år 1931.
Terrängen runt Seghill är platt. Runt Seghill är det mycket tätbefolkat, med 1 517 invånare per kvadratkilometer. Närmaste större samhälle är Newcastle upon Tyne, 10,7 km söder om Seghill. Trakten runt Seghill består i huvudsak av gräsmarker.